# Даме (Шлезвіг-Гольштейн)
Даме (нім. Dahme) — громада в Німеччині, розташована в землі Шлезвіг-Гольштейн. Входить до складу району Східний Гольштейн.
Площа — 9,08 км2. Населення становить 1191 ос. (станом на 31 грудня 2020).